# الهبیط
الهبیط (به عربی: الهبیط) یک روستا در سوریه است که در ناحیه خان شیخون واقع شده‌است. الهبیط ۱۰٬۱۴۴ نفر جمعیت دارد.